# Lecanographa aggregata
Lecanographa aggregata är en lavart som beskrevs av Egea & Torrente. Lecanographa aggregata ingår i släktet Lecanographa och familjen Roccellaceae.   Inga underarter finns listade i Catalogue of Life.